# Centro Histórico de Salvador
Centro Histórico de Salvador (CHS), ou simplesmente Centro Histórico, é um bairro brasileiro localizado na cidade de Salvador, na Bahia. Compreende a área do assentamento inicial da primeira capital do Brasil, com ruas e monumentos arquitetônicos do período colonial. Abrange áreas do Pelourinho, praça da Sé, Terreiro de Jesus, Largo do São Francisco e Santo Antônio Além do Carmo. A via principal de acesso é a tradicional Rua Chile, que inicia na Praça Castro Alves e termina na Praça da Sé. 
Tem o maior conjunto arquitetônico do período colonial preservado na América Latina, sendo um local altamente turístico com museus, lojas, centros culturais, igrejas, apresentações musicais, variadas opções gastronômicas e de hospedagem e comércio de souvenirs em meio aos diversos casarões e sobrados coloniais.
A região é extremamente rica em monumentos históricos que datam do século XVII até o início do século XX. Isso porque Salvador foi a primeira capital colonial do Brasil e a cidade é uma das mais antigas do Novo Mundo (fundada em 1549 por colonizadores portugueses). Foi também um dos primeiros mercados de escravos do continente, que chegaram para trabalhar nas plantações de açúcar e, posteriormente, para a extração de ouro nas Minas Gerais.
Essa área mais antiga da cidade está entre a Cidade Baixa e a Cidade Alta de Salvador - interligadas pelo Elevador Lacerda. Na Cidade Alta, ruas, ladeiras e becos têm como ponto de origem a Praça Tomé de Sousa (mais conhecida como Praça Municipal) e são vias de acesso a Barroquinha, Avenida J.J. Seabra e Avenida Sete de Setembro. Na Cidade Baixa, a Praça Cairu (atual Praça Maria Felipa) integra-se ao setor bancário da cidade e à área portuária do Comércio, onde se situa o antigo prédio da Alfândega, no qual seria reinstalado o Mercado Modelo, após o incêndio de 1969.
Entre 1938 e 1945, o Instituto do Patrimônio Histórico e Artístico Nacional (IPHAN) promoveu o tombamento de vários monumentos como patrimônio nacional, o que não foi suficiente para impedir a sua degradação. Isso se acentuou principalmente depois de 1960, quando o local perdeu importância para as novas áreas de expansão urbana. Somente em 1984 o IPHAN promoveu o tombamento de uma área extensa, de 80 hectares, necessária para que a UNESCO declarasse esse sítio Patrimônio Mundial, em 1985. Desde então, o local passa por vários processos de restauração e revitalização, visando a preservação da área histórica da cidade.

## História
|                                                      |  |                                                                                 |
| Localização do Centro Histórico no mapa de Salvador. |  | Detalhe do mapa de Salvador, mostrando seu Centro Histórico e áreas adjacentes. |

A cidade foi fundada em 1549 por Tomé de Sousa para ser a sede do governo português no Brasil. Sua construção se deu inicialmente em cima de uma escarpa, de forma que ficasse protegida de ataques inimigos, e o primeiro traçado das ruas da cidade é creditado ao arquiteto português Luís Dias. Depois, a cidade se expandiu em direção ao mar, ocupando uma estreita faixa costeira. Nascia aí a divisão de Salvador em cidades Baixa e Alta. A ligação entre essas duas cidades sempre foi complicada. Com o tempo, foram abertas ladeiras e caminhos, construídos guindastes e, em 1872, construído um dos principais cartões-postais da cidade, o Elevador Lacerda, hoje totalmente integrado à paisagem e ao cotidiano do povo soteropolitano.
A fase monumental de Salvador, nas palavras do historiador da Arte estadunidense Robert Chester Smith, se inicia em meados do século XVII, com a transição do estilo arquitetônico renascentista para o barroco. As principais igrejas, solares e monumentos são construídos nesse período, entre eles a a Igreja do Carmo, a Igreja e Convento de Santa Teresa, a Igreja da Ordem Terceira de São Francisco, a Casa de Câmara e Cadeia, o Palácio do Governador, o Terreiro de Jesus e a série de sobrados e construções do Pelourinho, entre outros.

## Demografia
Foi listado como um dos bairros mais perigosos de Salvador, segundo dados do Instituto Brasileiro de Geografia e Estatística (IBGE) e da Secretaria de Segurança Pública (SSP) divulgados no mapa da violência de bairro em bairro pelo jornal Correio em 2012. Ficou entre os mais violentos em consequência da taxa de homicídios para cada cem mil habitantes por ano (com referência da ONU) ter alcançado o terceiro nível mais negativo, com o indicativo "mais que 90", sendo um dos piores bairros na lista.

## Monumentos e instalações
| Prédio colonial do século XVII que abriga a Câmara Municipal de Salvador. |  | Vista aérea sobre as edificações históricas do Centro e ao fundo à esquerda, o Elevador Lacerda e a Baía de Todos-os-Santos com o Forte de São Marcelo ao centro. |  | A Catedral de Salvador, um das edificações importantes do Centro Histórico. |
| Prédio colonial do século XVII que abriga a Câmara Municipal de Salvador. |  | Vista aérea sobre as edificações históricas do Centro e ao fundo à esquerda, o Elevador Lacerda e a Baía de Todos-os-Santos com o Forte de São Marcelo ao centro. |  | A Catedral de Salvador, um das edificações importantes do Centro Histórico. |

No Centro Histórico estão localizados, dentre outros:
- Fundação Casa de Jorge Amado
- Grupo afro Olodum
- Museu Afro-Brasileiro
- Memorial da Medicina Brasileira
- Catedral Basílica
- Igreja e Convento de São Francisco
- Casa Ruy Barbosa
- Palácio Arquiepiscopal de Salvador
- Palácio Rio Branco
- Plano Inclinado Gonçalves
- Elevador Lacerda
- Casa da Câmara
- Solar Ferrão

## Centro Antigo
O Centro Antigo de Salvador (CAS) corresponde à área do Centro Histórico de Salvador e seu entorno (e suas instalações tombadas). São um conjunto de dez bairros limita-se ao território e são de valor histórico e cultural: Centro Histórico, Centro, Barris, Tororó, Nazaré, Saúde, Barbalho, Macaúbas, Liberdade (parte do espigão), Comércio e Santo Antônio Além do Carmo.